# طلائعيات ملونة موسدة
الأسناخ الصبغية[بحاجة لمصدر]  أو الطلائعيات الملونة الموسدة (بالإنجليزية: Chromalveolata)‏ هي مملكة من حقيقيات النوى تضم عدة شعب منها الهدبيات، البوغيات والطحالب ثنائية الأسواط وغيرها.